# ChildsLife
ChildsLife is een Nederlandse hulporganisatie, die zich richt op ontwikkelingshulp aan kinderen.

## Geschiedenis
ChildsLife werd in 1996 opgericht onder de naam "Voedselhulp voor Kinderen". In 2004 werd de naam veranderd naar ChildsLife. De organisatie heeft in diverse landen hulp geboden, maar is vooral actief in Kenia, Roemenië en Moldavië. In deze landen bevinden zich ook kantoren van de organisatie.
ChildsLife is ingeschreven bij de Kamer van Koophandel en heeft het ANBI-keurmerk. Het hoofdkantoor bevindt zich in Haarlem. Ambassadeur voor de stichting is Dominique van Vliet.

## Werkwijze
ChildsLife richt zich op onderdak, eten, school en zorg. Deze uitgangspunten zijn ook terug te vinden in het logo van de organisatie. ChildsLife beoogt tijdelijk hulp te bieden en zijn inzet uiteindelijk onnodig te maken. Daarnaast worden veel eenmalige transporten met goederen of voedsel naar hulpbehoevende plaatsen gestuurd.

## Projecten
Veel van de projecten die de organisatie in Kenia heeft opgezet, bevinden zich in de sloppenwijken van Kibera in Nairobi. Hieronder bevinden zich verschillende scholen voor beroepsonderwijs en loopt er een project waarbij hiv-geïnfecteerde moeders zorg krijgen en een beroep leren, waardoor ze zelfstandig voor hun kinderen kunnen zorgen. Onder de Masai is de organisatie actief met school- en waterprojecten.
In Roemenië en Moldavië heeft ChildsLife project die zijn gericht op het hoge weeskindcijfer met hulpprogramma's voor nieuwe moeders.